# 馬普利斯古冠企鵝
馬普利斯古冠企鵝（學名：Palaeeudyptes marplesi）是一種已滅絕的古冠企鵝屬。牠們高1.05-1.45米，有約皇帝企鵝的大小。牠們與南極古冠企鵝的關係未明，有可能是其異名或亞種。
馬普利斯古冠企鵝的遺骸是一個骨骼部份，主要是肢骨，是在伯恩賽德（Burnside）的始新世中或晚期地層發現。也有其他骨頭被置於此物種中，但這些骨頭的起源不明，或其大小介乎於馬普利斯古冠企鵝及南極古冠企鵝之間，所以須待詳細的審查才能確定。
馬普利斯古冠企鵝的種小名是為紀念20世紀著名的企鵝化石學者Brian J. Marples。